# Актинидия Джиральди
Актини́дия Джира́льди (лат. Actinidia giraldii, Actinidia arguta var. giraldii) — лиана из рода Актинидия. Видовое название дано в честь итальянского миссионера и ботаника Джузеппе Джиральди (1848—1901). 

## Ботаническое описание
Многолетняя кустарниковая лиана, поднимающаяся на высоту до 25 м.
Встречается на Дальнем Востоке на юге Приморского края, в Китае, Корее, преимущественно по склонам гор в пихтово-широколиственных и кедрово-широколиственных лесах не выше 600—800 м над уровнем моря.
Высокорослое растение, похожее на актинидию острую.
Отличается обильным цветением мужских и женских цветков.
Листья крупные, плотные, яйцевидной формы, со слабо сердцевидным или тупым основанием и заострённой верхушкой.
Плоды тёмно- или буровато-зелёные, эллипсовидные (4 × 2,3 см), со средней массой 10,8 г, начинает созревать в начале сентября, осыпаются до опадения листьев.

## Охранный статус
Это наиболее крупноплодная актинидия флоры России. Вид (как редкий) был занесён во второе издание Красной книги СССР (1984), однако позднее, при составлении новой редакции Красной книги РСФСР, выяснилось, что реальное состояние этого и некоторых других видов растений благополучно и не вызывает необходимости принятия мер государственной охраны, в результате чего актинидия Джиральди была исключена из списка.